# Sergiño Dest
Sergiño Gianni Dest, född 3 november 2000 i Almere, Nederländerna, är en amerikansk fotbollsspelare som spelar för PSV Eindhoven. Han representerar även USA:s landslag.
Dest är född i Almere, Nederländerna och har en nederländsk mor och en surinamesisk-amerikansk far.

## Karriär
Dest debuterade i Eredivisie den 10 augusti 2019 i en 5-0-match mot FC Emmen, där han blev inbytt i den 54:e minuten mot Noussair Mazraoui.
Den 1 oktober 2020 blev Dest klar för Barcelona, han skrev på ett kontrakt som varar fram till den 30 juni 2025. Dest debuterade i La Liga den 4 oktober 2020 i en 1–1-match hemma mot Sevilla. Han blev inbytt mot Jordi Alba i den 75:e minuten. Den 1 september 2022 lånades Dest ut till AC Milan på ett låneavtal över säsongen 2022/2023. 
Den 21 augusti 2023 lånades Dest ut till PSV Eindhoven på ett säsongslån. I juni 2024 utnyttjade PSV Eindhoven sin köpoption i låneavtalet och Dest skrev på ett fyraårskontrakt med klubben.

## Meriter
Ajax
- Johan Cruijff Schaal: 2019

 Barcelona
- Copa del Rey: 2020/2021

 PSV Eindhoven
- Eredivisie: 2023/2024

 USA U20
- CONCACAF:s U20-mästerskap: 2018

 USA
- Concacaf Nations League: 2019/2020, 2022/2023, 2023/2024